# Hahóti apátság
A hahóti bencés apátság alapítása a Hahót nemzetség nevéhez, annak Búzád ágához fűződik.

## Története
A Hahót nemzetség legjelentősebb birtokai Zala vármegyében, a Drávától a Zala folyóig húzódtak. Ezen a területen alapította meg  később nemzetségi monostorát is, Szent Margit vértanú és szűz tiszteletére.
A már nagyon korán, még 1234. előtt három ágra: I. Arnold, II. Búzád és II. Hahót ága szakad nemzetség birtokaikon is  megosztozott. A három ág tagjainak utolsó együttes cselekedete a hahóti monostor javadalmazása volt 1234-ben évben és még ez évben megjelentek II. András király előtt is a Hahót nemzetség  tagjai, és oklevélben is megerősíttették vele az új adományokat. Adományozó oklevelükből kiderült, hogy e monostor épületeit egyedül I. Arnold emelte, és a javadalom fő részét is ő adta. Ezért csupán I. Arnold ágát illette meg a monostor kegyurasága, a másik két ág tagjai azonban temetkezőhelyet nyertek benne. Ez alapján a hahóti monostor tulajdonképpen nem volt közös nemzetségi monostor, hanem csak közös nemzetségi temetkezőhely, de ez sem maradt sokáig, mert később mind a Búzád, mind a Hahót ág alapított a maga részére külön monostort.
1540-ben még létezett az apátság, azután elnéptelenedett, és az átvonuló katonaság felégette. Helyén 1776-ban barokk plébánia  templom épült, építéséhez a monostor középkori maradványait is felhasználták.
A hahóti monostor és templom pontos helyének meghatározásában az 1990-es évek közepén végzett kutatások hoztak eredményt. A hahóti barokk templom külső falának kutatása során kiderült, hogy a templom hajójának jó része középkori alapfalakra épült.
A kutatások szerint 1073-1092 között íródott Hahóton, az ekkor már létező apátságban az úgynevezett hahóti kódex is, melynek tartalma, kalligrafikus írása és indás díszítése egyaránt francia minták követésére vall.